# Siège de Týnec (1404)
 (avril 2025).
Guerres des margraves moraves
Le siège de Týnec de 1404 fut une opération de siège menée par les forces hongroises de Sigismond de Luxembourg, roi de Hongrie, contre la forteresse de Týnec nad Labem près de Břeclav en Moravie, dans le Royaume de Bohême. La forteresse était alors probablement tenue par Heralt de Kunštát, un noble morave fidèle à Venceslas IV ou à Jobst de Moravie. Cet événement s’inscrit dans les Guerres des margraves moraves, mélangé avec la guerre civile de Bohême après que Venceslas IV s'est enfuis de Vienne et que Sigismond avec Albert IV d'Autriche décident de se venger.

## Contexte
La forteresse de Týnec nad Labem, située à 9 km au nord-est de Břeclav en Moravie du Sud, sous le promontoire de Hradišťko, occupait une position stratégique sur les routes reliant la Hongrie et l’Autriche à la Moravie centrale. En 1386, Jobst transféra le domaine à Heralt de Kunštát.
En 1404, dans le cadre des guerres margraviales, Sigismond de Luxembourg cherchait à détruire la rébellion en Moravie, où Jobst et les loyalistes de Venceslas IV, capturé en 1402, maintenaient une forte opposition. Après la fuite de Venceslas IV en 1403, qui s’allia avec Jobst, Sigismond conclut une alliance avec les ducs autrichiens pour apaiser les tensions et obtenir leur soutien militaire. Týnec, probablement tenu par Heralt de Kunštát, devint une cible stratégique pour Sigismond, qui lançait une campagne conjointe avec les forces autrichiennes contre Znojmo.

## Déroulement
Le 29 juin 1404, une armée autrichienne, probablement sous le commandement d’Albert IV d'Autriche, lança une campagne contre la Moravie et lancèrent le Siège de Znojmo le 7 juillet 1404, après un trajet de neuf jours. Znojmo était défendu par Sokol de Lamberg et Suchý Čert (Diable Sec), des loyalistes de Jobst et Procope de Moravie. Vers la mi-juillet, Sigismond, à la tête de son armée hongroise, rejoignit l’offensive, assiégeant Týnec nad Labem et la forteresse voisine de Podivín, toutes deux appartenant à Heralt de Kunštát, un probable loyaliste de Jobst,.

## Siège
Les 26 et 27 juillet 1404, Sigismond établit son camp près de Týnec, où son armée pilla la région et assiégèrent le village en commetant des incendies,.L’armée hongroise dévasta Týnec et ses environs, détruisant de nombreuses localités,.
Le 26 juillet, le roi Sigismond émit une charte depuis son camp près de Týnec, exemptant la ville de Hodonín du paiement du třicátek (une taxe hongroise) et des taxes habituelles en Hongrie, pour compenser les dommages subis pendant le siège et la guerre, notamment l’incendie des maisons et la dévastation des champs, et pour encourager le repeuplement,,,,. Cette charte confirmait également l’appartenance temporaire de Hodonín à la Hongrie.
Fin juillet, un contingent hongrois de plusieurs milliers d’hommes, dirigé par Štěpán Losonczy, fut envoyé en raid jusqu’au nord-est de la Moravie et au duché de Ratibor. Jobst, depuis Olomouc, mobilisa une milice régionale et affronta Losonczy durant la Bataille de Přerov. Losonczy retourna à Podivín en retraite avec un butin important, suggérant que Týnec et Podivín servaient maintenant de bases pour les forces hongroises après les sièges ayant dévastés.

## Conséquences
Le siège de Týnec, bien que peu documenté, semble avoir abouti à la prise de la forteresse par Sigismond, comme en témoigne son campement sur place les 26 et 27 juillet 1404,. Cette victoire permit à Sigismond d'avancer sur la Moravie du Sud, affaiblissant les positions de Jobst et des loyalistes de Venceslas IV dans la région. La dévastation de Týnec et de ses environs par l’armée hongroise eut un impact durable sur la population locale, exacerbant les destructions causées par les guerres margraviales,.
À plus long terme, ce siège durant la campagne militaire, inclut aussi le Siège de Podivín ayant subi le même sort non loin de Týnec. Le domaine de Týnec fut par la suite déserté après la guerre et fut vendu en 1416 par Boček de Kunštát, héritier de Heralt.